# Robert Kazinsky
Robert Kazinsky (* 18. listopad 1983) je anglický herec. Vyrůstal v Brightonu a vystudoval Guildford School of Acting. Režisér Peter Jackson ho chtěl původně do role Fíliho, ale kvůli rodinným důvodům musel opustit natáčení. Tuto roli nakonec dostal Dean O'Gorman.

## Filmografie
- 2013 Pacific Rim - Útok na Zemi
- 2010 Zákon a pořádek: Los Angeles (seriál)
- 2008 True Blood: Pravá krev (seriál)
- 2006 Bratři a sestry (seriál)